# Gengas er Giftgas
Gengas er Giftgas er en dansk dokumentarfilm fra 1944, der er instrueret af Theodor Christensen og Rie Gleerup efter manuskript af førstnævnte.

## Handling
Om følgerne af benzinrationering under besættelsen: Fremstilling af generatorer, svejsning af generator på lastbil, grafiske billeder af generator. Påfyldning af koks i generator på lastbil, fidibus antændes, og bilen kører. Forskellige biler med generator monteret, inklusive politibil.